# Lilium catesbaei
Lilium catesbaei, auch Kiefern-Lilie oder Leoparden-Lilie, ist eine nach dem englischen Künstler Mark Catesby (1679–1749) benannte Art aus der Gattung der Lilien (Lilium) in der Sektion Pseudolirium innerhalb der Familie der Liliengewächse (Liliaceae). Catesby gab das erste Werk über die Flora und Fauna Nordamerikas heraus.

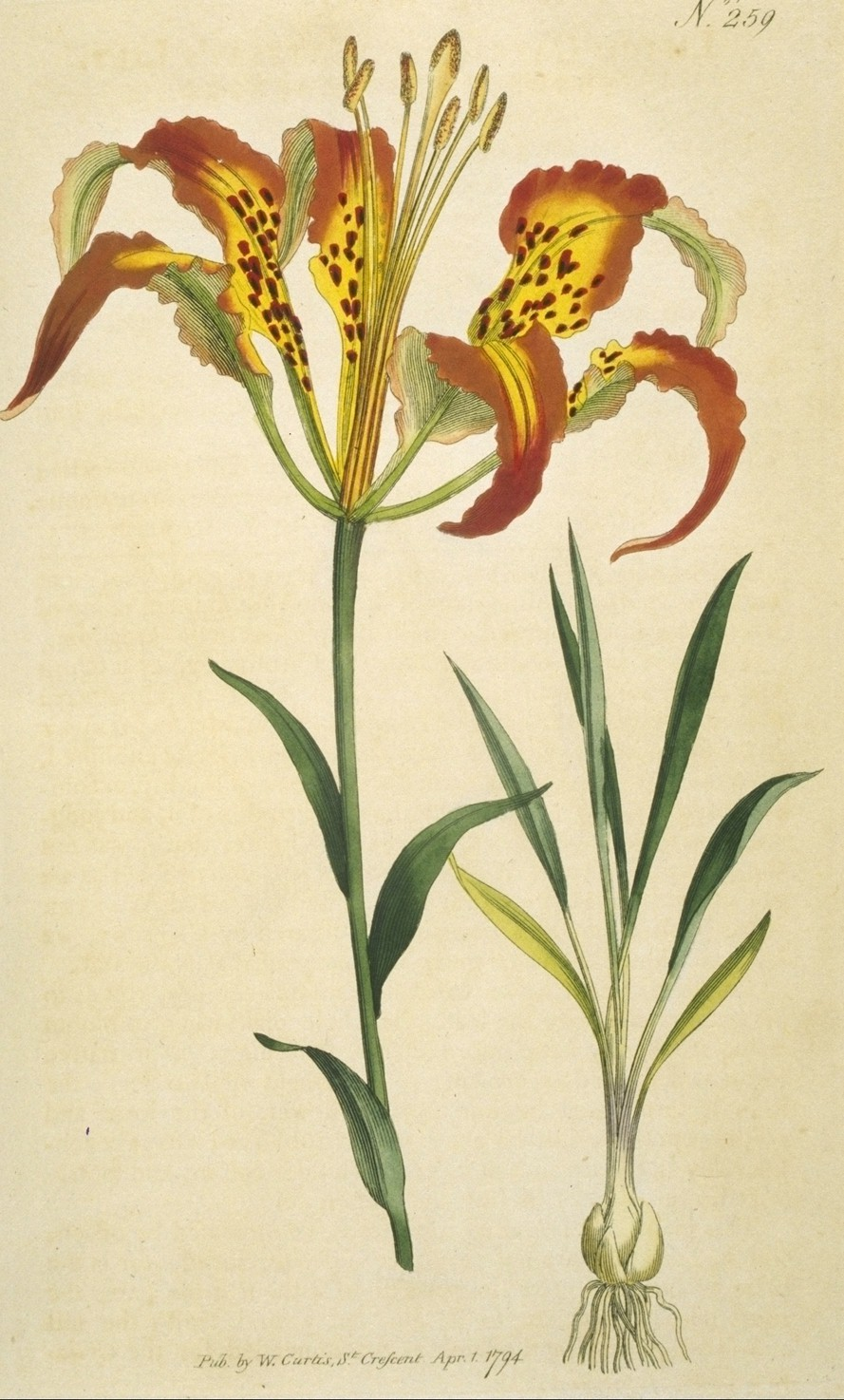
Illustration von Lilium catesbaei

## Beschreibung
Lilium catesbaei ist eine ausdauernde, krautige Pflanze und erreicht eine Wuchshöhe von bis zu 90 Zentimeter. Die eiförmige Zwiebel erreicht eine Höhe zwischen 1,6 und 2,5 Zentimeter und eine Breite von 1,3 bis 2,4 Zentimeter, das Verhältnis von Höhe zu Breite schwankt dabei zwischen 0,8 und 1,6 zu 1. Die wenigen Schuppen sind locker, unsegmentiert oder in zwei Segmente geteilt, die längsten von ihnen erreichen Längen von 1 bis 1,8 Zentimeter.
Der Stängel ist schlank, an seinem Ansatz zwischen der Zwiebelspitze und der Erdoberfläche finden sich häufig zahlreiche Stängelwurzeln. Die verteilt stehenden, fast aufrechten und fast am Stängel anliegenden Laubblätter sind schmal elliptisch, gelegentlich linealisch oder schwach umgekehrt-lanzettlich. Sie sind zwischen 1,8 cm und 8,2 cm lang und 0,2 bis 1,2 cm breit, das Verhältnis von Länge zu Breite schwankt zwischen 3,1 und 10,5 zu 1. Die Blätter sind ganzrandig und spitz zulaufend.
Die Pflanzen bilden üblicherweise endständige, aufrechte Einzelblüten aus, gelegentlich jedoch auch Dolden mit bis zu drei Blüten, Blütezeit ist von Juli bis September. Die sechs gleichgestalteten Blütenhüllblättern (Tepalen) sind zurückgebogen, die Biegung ist dabei tatsächlich stärker als 90° und weist zurück. Die Farbe der Blüten ist zu den Spitzen hin orange, zur Blütenmitte hin gelblich mit purpurnen Punkten. Je Blüte gibt es sechs Staubblätter. Die Filamente liegen parallel und sind oft an der Basis purpurn. Die Antheren sind braun-grün, die Pollen dunkelorange. Jede Blüte hat drei Fruchtblätter. Der Stempel ist grün. Die einzelnen Blüten erreichen einen Durchmesser von 7,5 bis zu 15 cm.
Der Samen reift bis Oktober in am Klappenrand gezahnten Samenkapseln. Die Samen sind, einzigartig bei Lilien, lichtkeimend und keimen sofortig-epigäisch ab 35 Tagen.

## Verbreitung
Die Pflanze ist sehr selten. Sie findet sich in Zentralflorida und an der Küste Alabamas, seltener in Virginia, Mississippi und Louisiana.
Lilium catesbaei braucht einen feuchten bis nassen und extrem sauren Boden (pH-Wert von 5,1 bis 6,5), man findet sie in Kiefernwäldern und an offenen Stellen in Feuchtsavannen. Sie braucht direkte Sonneneinstrahlung und schätzt hohe Temperaturen, Bedingungen, die die meisten anderen Lilienarten meiden.

## Taxonomie
Lilium catesbaei wurde 1788 von Thomas Walter in Flora Caroliniana, secundum Systema vegetabilium Linnæi digesta ... Seite 123 erstbeschrieben.